# أرخص ليالي
أرخص ليالي، من أولى مجموعات يوسف إدريس القصصية، صدرت في عام 1954، مغرقة في الواقعية المصرية في العصر القديم، زمن يوسف إدريس وماقبله. تحتفي بحياة القرية والمدينة المصرية، حيث هموم الشخوص وارتباطهم بالأرض والمكان. يتميز بتقديم عدد كبير متنوع من الشخصيات التي تبدو بسيطة في مظهرها وإن كان المضمون الذي يريد يوسف إدريس توصيله أعمق بكثير من بساطة شخصياته، وهذا بلا شك أحد جوانب عبقرية يوسف إدريس.
تتضمن المجموعة القصص التالية:
- نظرة
- الشهادة
- على أسيوط
- أبو سيد
- ع الماشي
- الهجانة
- الحادث
- رهان
- 5 ساعات
- الأمنية
- أم الدنيا
- المرجيحة
- المأتم
- 1/4 حصة
- مشوار
- بصره
- المكنة
- شغلانه
- مظلوم
- في الليل